# (5768) Pittich
(5768) Pittich es un asteroide perteneciente al cinturón de asteroides descubierto el 4 de octubre de 1986 por Edward Bowell desde la Estación Anderson Mesa (condado de Coconino, cerca de Flagstaff, Arizona, Estados Unidos).

## Designación y nombre
Designado provisionalmente como 1986 TN1. Fue nombrado Pittich en homenaje a Eduard M. Pittich, del Instituto Astronómico de la Academia de Ciencias de Eslovaquia, Bratislava. Ha trabajado en la dinámica y evolución de los cometas, y también en los movimientos de las partículas de polvo en las órbitas heliocéntricas, según la influencia de la luz solar. Participó en la creación del Observatorio Astronómico y Geofísico de la Universidad Comenius en Modra-Piesky y ha participado activamente en la popularización de la astronomía como un exitoso autor de libros.

## Características orbitales
Pittich está situado a una distancia media del Sol de 2,372 ua, pudiendo alejarse hasta 2,542 ua y acercarse hasta 2,202 ua. Su excentricidad es 0,071 y la inclinación orbital 11,92 grados. Emplea 1335,13 días en completar una órbita alrededor del Sol.

## Características físicas
La magnitud absoluta de Pittich es 12,9. Tiene 9,978 km de diámetro y su albedo se estima en 0,119. 